# Sea of Love
Sea of Love  —titulada Melodía de seducción en España y Prohibida obsesión en Hispanoamérica— es una película neo-noir de suspenso de 1989 dirigida por Harold Becker, escrita por Richard Price y protagonizada por Al Pacino, Ellen Barkin y John Goodman. La trama gira en torno al detective de Nueva York Frank Keller, quien trata de atrapar a una asesina en serie que encuentra a sus víctimas a través de la sección de anuncios de solteros de un periódico.
Fue la primera película de Pacino después de una pausa tras el fracaso crítico y comercial de Revolution. Sea of Love fue un éxito en la taquilla, recaudando más de 110 millones de dólares.

## Argumento
El detective de homicidios de Nueva York Frank Keller es un desgastado alcohólico que está por alcanzar los veinte años de servicio en la policía. Su esposa lo abandonó y se casó con uno de sus colegas. Se le asigna la investigación del asesinato de un hombre en Manhattan, que recibió un disparo estando desnudo boca abajo en su cama, escuchando un disco de vinilo de la canción «Sea of Love». Keller tiene tres pistas: una colilla de cigarrillo con marcas de lápiz de labios, un anuncio que el fallecido había publicado en el periódico y las huellas dactilares del asesino.
Un segundo hombre muere de la misma forma en Queens. El detective Sherman Touhey, de la comisaría local, le sugiere a Frank trabajar en equipo. Ambas víctimas habían publicado anuncios en rima buscando citas en la sección de anuncios de un periódico. Los detectives rastrean a Raymond Brown, el único hombre con un anuncio en rima. Se trata de un hombre casado que admite haber publicado el anuncio pero jura haber desechado toda la correspondencia y que nunca tuvo una cita con nadie. Frank sugiere la idea de publicar un anuncio poético en el periódico, tener citas con las mujeres que respondan al anuncio en un restaurante y obtener las huellas de los vasos donde beban. El jefe de la comisaría de Frank se muestra escéptico, pero cambia de parecer después de que Raymond Brown sea asesinado del mismo modo que las otras dos víctimas.
Frank asiste a varias cenas con varias mujeres, mientras que Sherman —haciendo de camarero— coloca los vasos en bolsas de evidencia. Una de las mujeres, la divorciada Helen Cruger, no demuestra interés en Frank y se retira sin haber bebido y por tanto sin dejar huellas. Más tarde, Frank la encuentra casualmente en un mercado, pero esta vez la situación se torna más amigable. Helen trabaja en una tienda de zapatos de lujo; Frank no le revela su verdadera ocupación. Esa noche, Frank la invita a su apartamento, en contra de su propio juicio y de la advertencia de Sherman. Una vez dentro, comienzan a besarse y —mientras ella se encuentra en el baño— Frank entra en pánico cuando descubre un arma en su bolso. Después de tratarle bruscamente, Helen le explica que tiene una pistola con cartuchos de salva por seguridad. Frank se disculpa y tienen sexo.
Frank y Helen comienzan un romance. Teniendo la posibilidad de obtener las huellas de Hellen, decide no hacerlo. La relación se vuelve tensa cuando ella descubre que Frank es policía. Una noche, estando borracho, le comenta que había usado micrófonos en la primera cita, pero al darse cuenta del error la convence de que no era cierto. Tras confesar sus sentimientos por ella, descubre que ha respondido a los anuncios de las víctimas. Cuando la confronta, Helen se rehúsa a admitirlo y le permite retirarse. 
Poco después, el asesino en serie irrumpe en su apartamento: Terry, el exmarido de Helen, que había estado acechándola y asesinando a los hombres con quienes tenía citas. A punta de pistola, obliga a Frank a acostarse en la cama boca abajo y mostrarle como tuvo sexo con Helen, del mismo modo que había hecho con sus anteriores víctimas antes de dispararles. Frank logra sobreponerse e intenta llamar a la policía, pero Terry lo embiste y en la lucha Frank lo lanza por la ventana del apartamento, falleciendo por el impacto contra el suelo. Varias semanas después, un Frank ahora sobrio se encuentra con Sherman en un bar y más tarde se reúne con Helen. Ella lo perdona y reanudan la relación.

## Reparto
- Al Pacino - Detective Frank Keller
- Ellen Barkin - Helen Cruger
- John Goodman - Detective Sherman Touhey
- Michael Rooker - Terry Cruger
- William Hickey - Frank Keller Sr.
- Richard Jenkins - Gruber
- John Spencer - Jefe de la comisaría
- Michael O'Neill - Raymond Brown
- Lorraine Bracco - Denice, exesposa de Keller.

## Recepción

### Taquilla
Sea of Love tuvo buenos resultados en la taquilla, posicionándose en el número uno al momento de su estreno. En su segunda semana en las salas de cine experimentó una baja en asistencia del 22 %. El filme terminó recaudando 58,5 millones de dólares en Estados Unidos e incluyendo el resto del mundo alcanzó una recaudación de 110,9 millones.

### Crítica
La película recibió una respuesta positiva de parte de los críticos. Hacia mayo de 2020, tenía un puntaje de aprobación del 76 % en Rotten Tomatoes basado en 29 reseñas.
En una reseña de Los Angeles Times, Kevin Thomas lo llamó «un ingenioso y astuto filme de género, de principio a fin, y un thriller de suspenso sobre la policía de Nueva York que hemos visto antes numerosas veces». La revista Variety elogió el filme, refiriéndose a él como «un filme noir de suspenso que ostenta una excelente actuación de Al Pacino como un agotado policía de Gotham».
El crítico Roger Ebert calificó al filme con tres sobre cuatro estrellas, destacando las actuaciones de Al Pacino y Ellen Barkin, pero opinó que la trama «es engañosa al introducir un personaje secundario a último momento. Parte del interés en una película como esta está en el adivinar la identidad del asesino, y parte del problema es que el público no es tratado de manera justa. Técnicamente, supongo, la trama puede estar justificada. Pero me sentí engañado. Tenía buenos presentimientos hacia los personajes y sus relaciones, pero salí sintiendo que la trama jugó con las reglas de whodunit».